# 畑八村
畑八村（はたやむら）は長野県南佐久郡にあった村。現在の佐久穂町大字畑・八郡にあたる。

## 地理
- 山：縞枯山、茶臼山、八柱山
- 湖沼：白駒の池
- 河川：千曲川

## 歴史
- 1889年（明治22年）4月1日 - 町村制の施行により、畑村・八郡村の区域をもって発足。
- 1956年（昭和31年）9月30日 - 穂積村と合併して八千穂村が発足。同日畑八村廃止。

## 交通

### 鉄道路線
日本国有鉄道小海線の佐久穂積駅（現・八千穂駅）が至近に所在。

### 道路
- 国道141号